# Mondu
Mondu is een bestuurslaag in het regentschap Oost-Soemba van de provincie Oost-Nusa Tenggara, Indonesië. Mondu telt 1301 inwoners (volkstelling 2010).